# Золота зірка кіно
Золота зірка кіно (фр. Les Étoiles d’Or du Cinéma – Prix de la Presse du Cinéma français) — кінематографічна нагорода, яку присуджують члени Французької академії кінопреси (фр. l’Académie de la presse du cinéma français) щорічно з 1999 року за видатні досягнення у національному кінематографі. Номінантів на отримання Золотих зірок (фр. Étoiles d’Or) у кількох категоріях визначають у грудні кожного року з-поміж усіх французьких фільмів 700 журналістів друкованих ЗМІ, радіо, телебачення та Інтернету.

## Категорія премії
- Найкращий фільм
- Найкращий режисер
- Найкращий сценарій (з 2005)
- Найкращий дебютний фільм (з 2001)
- Найкращий документальний фільм
- Найкраща акторка у головній ролі
- Найкращий актор у головній ролі
- Найкращий дебют у жіночій ролі
- Найкращий дебют у чоловічій ролі
- Найкращий композитор оригінальної музики до фільму (з 2001)
- Найкращий продюсер (з 2004)
- Найкращий дистриб'ютор фільму (з 2004)
- Почесна Золота зірка
- Найкращий іноземний фільм (2000)
- Спеціальний Гран-прі преси (1999-2003)

## Список переможців за категоріями

### Золота зірка за найкращий фільм
| Рік  | Назва                | Оригінальна назва                 | Режисер           |
| ---- | -------------------- | --------------------------------- | ----------------- |
| 1999 | Уявне життя ангелів  | La Vie rêvée des anges            | Ерік Зонка        |
| 2000 | Мій маленький бізнес | Ma petite entreprise              | П'єр Жоліве       |
| 2001 | На чужий смак        | Le Goût des autres                | Аньєс Жауї        |
| 2002 | не присуджували      | не присуджували                   | не присуджували   |
| 2003 | Бути та мати         | Être et avoir                     | Ніколя Філібер    |
| 2004 | Тріо з Бельвіля      | Les Triplettes de Belleville      | Сільвен Шоме      |
| 2004 | Тільки не в губи     | Pas sur la bouche                 | Ален Рене         |
| 2005 | Королі та королева   | Rois et Reine                     | Арно Деплешен     |
| 2006 | І моє серце завмерло | De battre mon cœur s'est arrêté   | Жак Одіар         |
| 2007 | Леді Чаттерлей       | Lady Chatterley                   | Паскаль Ферран    |
| 2007 | Патріоти             | Indigènes                         | Рашид Бушареб     |
| 2008 | Кус-кус і барабулька | La Graine et le Mulet             | Абделатіф Кешиш   |
| 2009 | Клас                 | Entre les murs                    | Лоран Канте       |
| 2010 | Пророк               | Un prophète                       | Жак Одіар         |
| 2011 | Про людей і богів    | Des hommes et des dieux           | Ксав'є Бовуа      |
| 2012 | Артист               | The Artist                        | Мішель Азанавічус |
| 2013 | Іржа та кістка       | De rouille et d'os                | Жак Одіар         |
| 2014 | Життя Адель          | La Vie d'Adèle : Chapitres 1 et 2 | Абделатіф Кешиш   |

### Золота зірка найкращому режисерові
| Рік  | Режисер           | Фільм                                         | Оригінальна назва                       |
| ---- | ----------------- | --------------------------------------------- | --------------------------------------- |
| 1999 | Патріс Шеро       | Ті, хто мене любить, поїдуть потягом          | Ceux qui m'aiment prendront le train    |
| 2000 | Режис Варньє      | Схід-Захід                                    | Est-Ouest                               |
| 2001 | Матьє Кассовіц    | Багряні ріки                                  | Les Rivières pourpres                   |
| 2002 | не присуджували   | не присуджували                               | не присуджували                         |
| 2003 | Роман Полянський  | Піаніст                                       | Le Pianiste                             |
| 2004 | Люка Бельво       | трилогія Дивовижна пара / Утеча / Після життя | Un couple épatant /Cavale/ Après la vie |
| 2005 | Арно Деплешен     | Королі та королева                            | Rois et reine                           |
| 2006 | Жак Одіар         | І моє серце завмерло                          | De battre mon cœur s'est arrêté         |
| 2007 | Ален Рене         | Серця                                         | Cœurs                                   |
| 2008 | Абделатіф Кешиш   | Кус-кус і барабулька                          | La Graine et le Mulet                   |
| 2009 | Арно Деплешен     | Різдвяна казка                                | Un conte de Noël                        |
| 2010 | Жак Одіар         | Пророк                                        | Un prophète                             |
| 2011 | Роман Полянський  | Примара                                       | The Ghost Writer                        |
| 2012 | Мішель Азанавічус | Артист                                        | The Artist                              |
| 2013 | Міхаель Ганеке    | Кохання                                       | Amour                                   |
| 2014 | Абделатіф Кешиш   | Життя Адель                                   | La Vie d'Adèle : Chapitres 1 et 2       |

### Золота зірка за найкращий сценарій
| Рік  | Сценарист(и)                                                | За фільм                         | Оригінальна назва                  |
| ---- | ----------------------------------------------------------- | -------------------------------- | ---------------------------------- |
| 2005 | Аньєс Жауї та Жан-П'єр Бакрі                                | Подивись на мене                 | Comme une image                    |
| 2006 | Міхаель Ганеке                                              | Приховане                        | Caché                              |
| 2007 | Філіп Льоре та Олів'є Адам                                  | Не хвилюйся, у мене все гаразд   | Je vais bien ne t’en fais pas      |
| 2008 | Абделатіф Кешиш                                             | Кус-кус і барабулька             | La Graine таle Mulet               |
| 2009 | Ремі Безансон                                               | Перший день життя, що залишилося | Le Premier Jour du reste de ta vie |
| 2010 | Жак Одіар, Тома Бідеґен, Абдель Рауф Дафрі та Ніколя Пюфалі | Пророк                           | Un prophète                        |
| 2011 | Бертран Бліє                                                | Шурхіт кубиків льоду             | Le Bruit des glaçons               |
| 2012 | Валері Донзеллі та Жеремі Елькайм                           | Я оголошую війну                 | La Guerre est déclarée             |
| 2013 | Жак Одіар та Тома Бідеґен                                   | Іржа та кістка                   | De rouille таd'os                  |
| 2014 | Альбер Дюпонтель                                            | 9 місяців суворого режиму        | 9 mois ferme                       |

### Золота зірка за найкращий дебютний фільм
| Рік  | Фільм                 | Оригінальна назва                  | Режисер                          |
| ---- | --------------------- | ---------------------------------- | -------------------------------- |
| 2001 | На чужий смак         | Le Goût des autres                 | Аньєс Жауї                       |
| 2002 | не присуджували       | не присуджували                    | не присуджували                  |
| 2003 | Згадати про прекрасне | Se souvenir des belles choses      | Забу Брайтман                    |
| 2004 | не присуджували       | не присуджували                    | не присуджували                  |
| 2005 | Вишивальниці          | Brodeuses                          | Елеонор Фоче                     |
| 2006 | Холодний душ          | Douches froides                    | Антоні Кордьє                    |
| 2007 | Злий намір            | Mauvaise Foi                       | Рошді Зем                        |
| 2008 | Персеполіс            | Persepolis                         | Маржан Сатрапі та Венсан Паронно |
| 2009 | Новачок               | L'Apprenti                         | Самюель Колларде                 |
| 2009 | Версаль               | Versailles                         | П'єр Шоллер                      |
| 2010 | Красиві хлопці        | Les Beaux Gosses                   | Ріад Саттуф                      |
| 2011 | Все те, що виблискує  | Tout ce qui brille                 | Жеральдін Накаш та Ерве Мімран   |
| 2012 | Анжель і Тоні         | Angèle et Tony                     | Алікс Делапорте                  |
| 2013 | Луїза Віммер          | Louise Wimmer                      | Сиріл Меннегун                   |
| 2014 | Я, знову я і мама     | Les Garçons et Guillaume, à table! | Гійом Гальєнн                    |

### Золота зірка за найкращий документальний фільм
| Рік  | Фільм                             | Оригінальна назва                     | Режисер                            |
| ---- | --------------------------------- | ------------------------------------- | ---------------------------------- |
| 2006 | Кінематографіст                   | Le Filmeur                            | Ален Кавальє                       |
| 2007 | Кігалі, зображення проти різанини | Kigali, des images contre un massacre | Жан-Крістоф Клотц                  |
| 2008 | Адвокат терору                    | L'Avocat de la terreur                | Барбет Шредер                      |
| 2009 | Узбережжя Аньєс                   | Les Plages d'Agnès                    | Аньєс Варда                        |
| 2010 | Пекло Анрі-Жоржа Клузо            | L'Enfer d'Henri-Georges Clouzot       | Серж Бромберг та Руксандра Медреа  |
| 2011 | Бенда Білілі!                     | Benda Bilili!                         | Рено Барре та Бертран де ла Тюллаї |
| 2012 | Усі в Ларзаці                     | Tous au Larzac                        | Крістіан Руа                       |
| 2013 | Невидимі                          | Les Invisibles                        | Себастьєн Ліфшиц                   |
| 2014 | Дім радіо                         | La Maison de la radio                 | Ніколя Філібер                     |

### Золота зірка найкращій акторці у головній ролі
| Рік  | Акторка            | Фільм                    | Оригінальна назва                 | Режисер              |
| ---- | ------------------ | ------------------------ | --------------------------------- | -------------------- |
| 1999 | Сандрін Кіберлен   | На продаж                | À vendre                          | Летиція Массон       |
| 2000 | Карін Віар         | Будь хоробрим!           | Haut les cœurs !                  | Сольвейг Анспах      |
| 2001 | Сандрін Кіберлен   | Все гаразд, йдемо геть   | Tout va bien, on s'en va          | Клод Мур'єра         |
| 2002 | не присуджували    | не присуджували          | не присуджували                   | не присуджували      |
| 2003 | Ізабель Юппер      | 8 жінок                  | 8 Femmes                          | Франсуа Озон         |
| 2004 | Сільві Тестю       | Страх і трепет           | Stupeur et tremblements           | Ален Корно           |
| 2005 | Еммануель Дево     | Королі та королева       | Rois et reine                     | Арно Деплешен        |
| 2006 | Наталі Бай         | Молодий лейтенант        | Le Petit Lieutenant               | Ксав'є Бовуа         |
| 2007 | Сесіль де Франс    | Коли я був співаком      | Quand j'étais chanteur            | Ксав'є Джаннолі      |
| 2007 | Сесіль де Франс    | Злий намір               | Mauvaise Foi                      | Рошді Зем            |
| 2008 | Ізабель Карре      | Анна М.                  | Anna M.                           | Мішель Спіноза       |
| 2008 | Маріон Котіяр      | Життя у рожевому кольорі | La Môme                           | Олів'є Даан          |
| 2009 | Йоланда Моро       | Серафіна з Санліса       | Séraphine                         | Мартен Прово         |
| 2010 | Ізабель Аджані     | Останній урок            | La Journée de la jupe             | Жан-Поль Лілієнфельд |
| 2011 | Сара Форестьє      | Імена людей              | Le Nom des gens                   | Мішель Леклерк       |
| 2012 | Береніс Бежо       | Артист                   | The Artist                        | Мішель Азанавічус    |
| 2013 | Маріон Котіяр      | Іржа та кістка           | De rouille et d'os                | Жак Одіар            |
| 2014 | Адель Екзаркопулос | Життя Адель              | La Vie d'Adèle : Chapitres 1 et 2 | Абделатіф Кешиш      |

### Золота зірка найкращому актору у головній ролі
| Рік  | Актор              | Фільм                               | Оригінальна назва                   | Режисер           |
| ---- | ------------------ | ----------------------------------- | ----------------------------------- | ----------------- |
| 1999 | Шарль Берлінг      | Бажання                             | L'Ennui                             | Седрік Кан        |
| 2000 | Жан-П'єр Бакрі     | Кеннеді та я                        | Kennedy et moi                      | Сем Карманн       |
| 2001 | Саша Бурдо         | У придорожньому повітрі             | Sur un air d'autoroute              | Тьєррі Бошерон    |
| 2002 | не присуджували    | не присуджували                     | не присуджували                     | не присуджували   |
| 2003 | Франсуа Берлеан    | Як скажеш                           | Mon idole                           | Гійом Кане        |
| 2004 | Даніель Отей       | Знаки пристрасті                    | Petites Coupures                    | Паскаль Боніцер   |
| 2004 | Даніель Отей       | Лише після Вас!                     | Après vous                          | П'єр Сальвадорі   |
| 2005 | Матьє Амальрік     | Королі та королева                  | Rois et reine                       | Арно Деплешен     |
| 2006 | Ромен Дюрі         | І моє серце завмерло                | De battre mon cœur s'est arrêté     | Жак Одіар         |
| 2007 | Жан Дюжарден       | Агент 117: Каїр - шпигунське гніздо | OSS 117: Le Caire, nid d'espions    | Мішель Азанавічус |
| 2007 | Франсуа Клюзе      | Не кажи нікому                      | Ne le dis à personne                | Гійом Кане        |
| 2008 | Матьє Амальрік     | Скафандр і метелик                  | Le Scaphandre et le Papillon        | Джуліан Шнабель   |
| 2009 | Венсан Кассель     | Ворог держави №1                    | Mesrine: L'Instinct de mort         | Жан-Франсуа Ріше  |
| 2009 | Венсан Кассель     | Ворог держави №1: Легенда           | Mesrine: L'Ennemi public n°1        | Жан-Франсуа Ріше  |
| 2010 | Франсуа Клюзе      | Спочатку                            | À l'origine                         | Ксав'є Джаннолі   |
| 2011 | Ерік Ельмосніно    | Генсбур. Герой і хуліган            | Gainsbourg, vie héroïque            | Жоанн Сфар        |
| 2012 | Жан Дюжарден       | Артист                              | The Artist                          | Мішель Азанавічус |
| 2013 | Жан-Луї Трентіньян | Кохання                             | Amour                               | Міхаель Ганеке    |
| 2014 | Гійом Гальєнн      | Я, знову я та мама                  | Les Garçons et Guillaume, à table ! | Гійом Гальєнн     |

### Золота зірка за найкращий дебют у жіночій ролі
| Рік  | Акторка            | Фільм                          | Оригінальна назва                        | Режисер                        |
| ---- | ------------------ | ------------------------------ | ---------------------------------------- | ------------------------------ |
| 1999 | Наташа Реньє       | Уявне життя ангелів            | La Vie rêvée des anges                   | Ерік Зонка                     |
| 2000 | Каролін Дюсе       | Романс Х                       | Romance                                  | Катрін Брейя                   |
| 2001 | Ізільд Ле Беско    | Сад                            | Sade                                     | Бенуа Жако                     |
| 2002 | не присуджували    | не присуджували                | не присуджували                          | не присуджували                |
| 2003 | Сесіль де Франс    | Ірен                           | Irène                                    | Іван Кальберак                 |
| 2003 | Сесіль де Франс    | Іспанка                        | L'Auberge espagnole                      | Седрік Клапіш                  |
| 2004 | Лаура Смет         | Пристрасні тіла                | Les Corps impatients                     | Ксав'є Джаннолі                |
| 2005 | Марілу Беррі       | Подивися на мене               | Comme une image                          | Аньєс Жауї                     |
| 2005 | Сара Форестьє      | Виверт                         | L'Esquive                                | Абделатіф Кешиш                |
| 2006 | Фанні Валетт       | Маленький Єрусалим             | La Petite Jérusalem                      | Карін Альбу                    |
| 2007 | Мелані Лоран       | Не хвилюйся, у мене все гаразд | Je vais bien, ne t'en fais pas           | Філіп Ліоре                    |
| 2007 | Мелані Лоран       | Діккенек                       | Dikkenek                                 | Олів'є Ван Хуфстадт            |
| 2008 | Афсія Ерзі         | Кус-кус і барабулька           | La Graine et le Mulet                    | Абделатіф Кешиш                |
| 2009 | Нора Арнезедер     | Париж! Париж!                  | Faubourg 36                              | Крістоф Барратьє               |
| 2010 | Полін Етьєн        | Нам би лише день вистояти...   | Qu'un seul tienne et les autres suivront | Леа Фенер                      |
| 2011 | Лейла Бехті        | Все те, що виблискує           | Tout ce qui brille                       | Жеральдін Накаш та Евре Мімран |
| 2012 | Анаїс Демустьє     | Сніги Кіліманджаро             | Les Neiges du Kilimandjaro               | Робер Гедігян                  |
| 2013 | Ізя Іжлен          | Погана дівчина                 | Mauvaise Fille                           | Патрик Міль                    |
| 2014 | Адель Екзаркопулос | Життя Адель                    | La Vie d'Adèle : Chapitres 1 et 2        | Абделатіф Кешиш                |

### Золота зірка за найкращий дебют у чоловічій ролі
| Рік  | Акторка          | Фільм                                | Оригінальна назва                        | Режисер                       |
| ---- | ---------------- | ------------------------------------ | ---------------------------------------- | ----------------------------- |
| 1999 | Паскаль Ґреґґорі | Ті, хто мене любить, поїдуть потягом | Ceux qui m'aiment prendront le train     | Патріс Шеро                   |
| 1999 | Дені Подалідес   | Лавка Версальського парку            | Dieu seul me voit (Versailles-Chantiers) | Бруно Подалідес               |
| 2000 | Ерік Каравака    | Що є життя?                          | C'est quoi la vie ?                      | Франсуа Дюпейрон              |
| 2001 | Джаліль Леспер   | Людські ресурси                      | Ressources humaines                      | Лоран Канте                   |
| 2002 | не присуджували  | не присуджували                      | не присуджували                          | не присуджували               |
| 2003 | Лоран Дойч       | Велика гонка                         | Le Raid                                  | Джамель Бенсала               |
| 2003 | Лоран Дойч       | Три нулі (Грай як «Зізу»)            | 3 zéros                                  | Фаб'єн Онтеньєнте             |
| 2004 | Гаспар Ульєль    | Заблудні                             | Les Égarés                               | Андре Тешіне                  |
| 2005 | Жульєн Буассельє | Клара і я                            | Clara et Moi                             | Арно Віар                     |
| 2006 | Луї Гаррель      | Постійні коханці                     | Les Amants réguliers                     | Філіп Гаррель                 |
| 2007 | Тібо Вінсон      | Отруйні дружби                       | Les Amitiés maléfiques                   | Еммануель Бурдьє              |
| 2008 | Енді Джиллет     | Кохання Астреї і Селадона            | Les Amours d'Astrée et de Céladon        | Ерік Ромер                    |
| 2008 | Жослін Ківрен    | 99 франків                           | 99 francs                                | Ян Кунен                      |
| 2009 | Томер Сісле      | Ларго Вінч. Початок                  | Largo Winch                              | Жером Салль                   |
| 2011 | Ерік Ельмосніно  | Генсбур. Герой і хуліган             | Gainsbourg, vie héroïque                 | Жоанн Сфар                    |
| 2010 | Тахар Рахім      | Пророк                               | Un prophète                              | Жак Одіар                     |
| 2012 | Омар Сі          | Недоторканні                         | Intouchables                             | Ерік Толедано та Олів'є Накаш |
| 2013 | Матіас Шонартс   | Іржа та кістка                       | De rouille et d'os                       | Жак Одіар                     |
| 2014 | Венсан Макень    | Вік паніки                           | La Bataille de Solférino                 | Джастін Трієт                 |

### Золота зірка композитору оригінальної музики до фільму
| Рік  | Акторка          | Фільм                      | Оригінальна назва               | Режисер            |
| ---- | ---------------- | -------------------------- | ------------------------------- | ------------------ |
| 2001 | Тоні Гатліф      | Я йду                      | Vengo                           | Тоні Гатліф        |
| 2002 | не присуджували  | не присуджували            | не присуджували                 | не присуджували    |
| 2003 | Крішна Леві      | 8 жінок                    | 8 Femmes                        | Франсуа Озон       |
| 2003 | Антуан Дюамель   | Пропуск                    | Laissez-passer                  | Бертран Таверньє   |
| 2004 | Бенуа Шаре       | Тріо з Бельвіля            | Les Triplettes de Belleville    | Сільвен Шоме       |
| 2005 | Бруно Куле       | Хористи                    | Les Choristes                   | Крістоф Барратьє   |
| 2005 | Бруно Куле       | Генезис                    | Genesis                         | Клод Нурідзані     |
| 2006 | Александр Деспла | І моє серце завмерло       | De battre mon cœur s'est arrêté | Жак Одіар          |
| 2007 | Матьє Щедід      | Не кажи нікому             | Ne le dis à personne            | Гійом Кане         |
| 2008 | Алекс Болен      | Усі пісні лише про кохання | Les Chansons d'amour            | Крістоф Оноре      |
| 2009 | Рейнгард Вагнер  | Париж! Париж!              | Faubourg 36                     | Крістоф Барратьє   |
| 2010 | Александр Деспла | Пророк                     | Un prophète                     | Жак Одіар          |
| 2010 | Александр Деспла | Армія злочинців            | L'Armée du crime                | Робер Гедігян      |
| 2010 | Александр Деспла | Заручник смерті            | Et après                        | Жиль Бурдо         |
| 2010 | Александр Деспла | Коко до Шанель             | Coco avant Chanel               | Анн Фонтен         |
| 2010 | Александр Деспла | Шері                       | Chéri                           | Стівен Фрірз       |
| 2011 | Александр Деспла | Примара                    | The Ghost Writer                | Роман Полянський   |
| 2012 | Людовік Бурсе    | Артист                     | The Artist                      | Мішель Азанавічус  |
| 2013 | Александр Деспла | Іржа та кістка             | De rouille et d'os              | Жак Одіар          |
| 2013 | Александр Деспла | Мій шлях                   | Cloclo                          | Флоран-Еміліо Сірі |
| 2014 | Александр Деспла | Ренуар. Останнє кохання    | Renoir                          | Жиль Бурдо         |
| 2014 | Александр Деспла | Маріус                     | Marius                          | Даніель Отей       |
| 2014 | Александр Деспла | Фанні                      | Fanny                           | Даніель Отей       |
| 2014 | Александр Деспла | Теорія змови               | Zulu                            | Жером Салль        |

### Золота зірка найкращому продюсерові
| Рік  | Продюсер                          | Кінокомпанія                   |
| ---- | --------------------------------- | ------------------------------ |
| 2004 | Патрік Собельман та Діана Ельбаум | Agat Films                     |
| 2005 | Жак Перрен                        | Galatée Production             |
| 2006 | Паскаль Кошето                    | Why Not Productions(фр.)       |
| 2007 | Крістоф Росіньйон                 | Nord-Ouest Production(фр.)     |
| 2008 | Жером Сейду                       | Pathé Renn Productions(фр.)    |
| 2009 | Кароль Скотта та Каролін Беньо    | Haut et court Productions(фр.) |
| 2010 | Паскаль Кошето                    | Why Not Productions(фр.)       |
| 2011 | Паскаль Кошето                    | Why Not Productions(фр.)       |
| 2012 | Тома Лангманн                     | La Petite Reine(фр.)           |
| 2013 | Мішель Сен-Жан                    | Diaphana Films                 |
| 2014 | Венсан Мараваль                   | Wild Bunch(фр.)                |

### Золота зірка найкращому дистриб'ютору фільму
| Рік  | Продюсер         | Дистриб'юторська компанія    |
| ---- | ---------------- | ---------------------------- |
| 2004 | Мішель Сен-Жан   | Diaphana                     |
| 2005 | Стефан Селерьє   | Mars Distribution(фр.)       |
| 2006 | Стефан Селерьє   | Mars Distribution(фр.)       |
| 2007 | Стефан Селерьє   | Mars Distribution(фр.)       |
| 2008 | Франсуа Івернель | Pathé Distribution           |
| 2009 | Франсуа Івернель | Pathé Distribution           |
| 2010 | Стефан Селерьє   | Mars Distribution(фр.)       |
| 2011 | Жан-Філіп Тірель | Wild Bunch Distribution(фр.) |
| 2012 | Ніколя Сейду     | Gaumont Distribution         |
| 2013 | Ніколя Сейду     | Gaumont Distribution         |
| 2014 | Тьєррі Лаказе    | Wild Bunch Distribution(фр.) |

### Почесна золота зірка
2008: Жанна Моро

### Золота зірка найкращому іноземному фільму
2000: «Проста історія» / — режисер Девід Лінч

### Спеціальний Гран-прі преси
| Рік  | Фільм                   | Оригінальна назва              | Режисер                         |                 |
| ---- | ----------------------- | ------------------------------ | ------------------------------- | --------------- |
| 1999 | Жанна і чудовий хлопець | Jeanne et le Garçon formidable | Олів'є Дюкастель та Жак Мартіно |                 |
| 2000 | Подорожі                | Voyages                        | Еммануель Фінкель               |                 |
| 2001 | Естер Кан               | Esther Kahn                    | Арно Деплешен                   |                 |
| 2002 | не присуджували         | не присуджували                | не присуджували                 | не присуджували |
| 2003 | Збіг                    | Une pure coïncidence           | Ромен Гупіль                    |                 |